# Etappe 1918
Etappe 1918 (Originaltitel: True Heaven) ist ein US-amerikanisches Kriegsdrama aus dem Jahr 1929 von James Tinling mit George O’Brien und Lois Moran in den Hauptrollen. Der Film wurde von der Fox Film Corporation produziert und basiert auf der Kurzgeschichte Judith von Charles Edward Montague.

## Handlung
Lieutenant Philip Gresson ist im Dienst des britischen Geheimdienstes, während Judith eine Spionin für die Deutschen ist. In der Hoffnung, an Geheimpläne zu gelangen, gibt Judith vor, in Philipp verliebt zu sein. Erst als Judith den nach einem Luftangriff schwer verletzten Philipp wieder gesund pflegt, erkennt sie, dass sie ihn wirklich liebt. Dies führt zu einem moralischen Dilemma, als Philipp von Judiths Vorgesetzten verhaftet und zur Erschießung verurteilt wird. Alles, was Philip vor dem Erschießungskommando rettet, ist die Unterzeichnung des Waffenstillstands, der es ihm und Judith ermöglicht, ihre Differenzen endgültig zu vergessen.

## Hintergrund
Gedreht wurde der Film ab dem 30. Oktober 1928.
Die Dialoge des Stummfilms werden über Zwischentitel geführt. Zusätzlich verfügt der Film über musikalische Untermalung und Toneffekte.
Lesley Selander arbeitete als Regieassistent.

## Veröffentlichung
Die Premiere des Films fand am 13. Januar 1929 statt. Im Deutschen Reich kam er noch im selben Jahr in die Kinos.

## Kritiken
Mordaunt Hall von der The New York Times beschrieb den Film als schön fotografiert und gelegentlich kompetent inszeniert, aber als ausnahmslos schwach in den dramatischen Momenten.